# Maurice Vaneau
Maurice Vaneau nome artístico de Maurits Victor Van den Bossche (Bornem, 25 de janeiro de 1926 — São Paulo, 24 de dezembro de 2007) foi um coreógrafo, ator, diretor, cenógrafo e figurinista de origem belga, naturalizado brasileiro.

## Biografia
Era filho de Victor e Jeanne Marie Caroline Geniets Van Den Bossche, proprietários de um café-restaurante e de um pequeno hotel. Foi o quarto e penúltimo filho de uma família de cinco irmãos. Passou a infância e parte da vida adulta na Europa. Em 1944, inscreveu-se na Académie Royale des Beaux Arts, em Bruxelas, embora desde criança fosse apaixonado pelo cinema. Chegou a ir a Paris, para se matricular numa escola de cinema, mas perdeu o prazo de inscrição. De todo modo, na Académie Royale, o curso era gratuito, o que era bem conveniente considerando que sua família havia perdido quase tudo durante a guerra. A formação em artes plásticas seria posteriormente útil à sua vida teatral, no seu trabalho como figurinista e cenógrafo.
Em 1946, aos 20 anos, entrou para a École d’Art Théâtral du Rideau de Bruxelas, fundada cinco anos antes pelo ator e diretor Claude Étienne. A escola mantinha uma companhia de teatro, que Étienne viria a dirigir por quase 50 anos. A proposta de Claude Étienne era a de uma grande renovação do teatro belga, rompendo com as tradições acadêmicas. 
Por essa época, o jovem Maurits adota o nome artístico de Maurice Vaneau e, em 1948, estreia no palco com a companhia do Rideau,  na qual permaneceria por sete anos, atuando, dirigindo, confeccionando cenários, figurinos e projetos de iluminação para dezenas de montagens. Coincidentemente no mesmo ano de 1948 era fundado, no Brasil, o Teatro Brasileiro de Comédia (TBC), do qual Vaneau viria a ser diretor artístico na década de 1950. Entre 1952 e 1953, estudou arte dramática e direção teatral na Universidade Yale, com bolsa do Programa Fulbright e Smith-Mundt Award.  Em 1955, aos 29 anos, veio pela primeira vez ao Brasil, com o Teatro Nacional da Bélgica, e conheceu o empresário teatral Franco Zampari, que o convidou a integrar a direção artística do TBC, ao lado de Ziembinski e Gianni Ratto. A Casa de Chá do Luar de Agosto, sua peça de estreia no Brasil (1956), foi um grande sucesso de  público (com 457 récitas entre São Paulo e o Rio de Janeiro) e de crítica: Vaneau recebeu o prêmio de melhor diretor da Associação Paulista de Críticos Teatrais e a peça seria considerada o melhor espetáculo de 1956. Voltou para a Europa em 1957, para novamente retornar ao Brasil, em 1961, já então casado com Marie Claire van Vuchelen. Em 1963, nasce o filho do casal, Peri, em São Paulo. Entre janeiro de 1963 e julho de 1964, Vaneau permaneceu na função de diretor geral do TBC, quando encenou Os Ossos do Barão, de Jorge de Andrade. A peça permaneceu em cartaz por vários meses, com grande sucesso.  Em 1965, dirigiu, também com grande sucesso, Quem tem medo de Virginia Woolf?, de Edward Albee, com Cacilda Becker, Walmor Chagas, Lilian Lemmertz e Fulvio Stefanini. 
Vaneau adotou a nacionalidade brasileira em 1965. Em 1992, receberia o título de cidadão paulistano.
Desde 1970, era casado com a coreógrafa brasileira Célia Gouvêa, com quem teve duas filhas, Yara e Vânia. Também era pai de Peri, fruto de casamento anterior (1961-1966), com a cenógrafa e figurinista Marie Claire van Vuchelen.
Maurice Vaneau faleceu aos 81 anos, em consequência de uma broncopneumonia.  Ele sofria de mal de Alzheimer e estava internado no Hospital Geral de Pedreira, na zona sul de São Paulo, onde morreu na manhã do dia 24 de dezembro de 2007. O corpo do coreógrafo foi cremado no crematório da Vila Alpina.